# Ivanna Sakhno
Ivanna Anatoliyivna Sakhno (en ucraniano: Іванна Анатоліївна Сахно; Kiev, 14 de noviembre de 1997) es una actriz y activista ucraniana radicada en Estados Unidos.
Es reconocida por sus papeles como la cadete Viktoria en la película de ciencia ficción Pacific Rim: Uprising (2018) y como la asesina a sueldo Nadejda en The Spy Who Dumped Me. Además de interpretar a la androide antagonista AMELIA en la película Megan 2.0 (2025).
Ya había alcanzado notoriedad en su país natal tras aparecer en 2005 en la primera comedia de situación en lengua ucraniana, Lesia + Roma, y en la película biográfica de 2013 Ivan the Powerful.

## Biografía
Sakhno nació en Kiev, Ucrania, en el seno de una familia de cineastas locales. Tiene un hermano llamado Taras, quien se desempeña profesionalmente como desarrollador de videojuegos. Su sueño de actuar comenzó cuando en 2004 tuvo la oportunidad de ver la película francesa Amélie.
A los trece años dejó su país para estudiar inglés en Vancouver. Allí fue descubierta por los agentes Janet Hirshenson y Jane Jenkins en un taller de casting. En 2018 llamó la atención de Katelyn Feuling.
Se trasladó a los Estados Unidos en 2013, instalándose en Hollywood para seguir su carrera como actriz. Durante su estancia estudió en el Beverly Hills High School y posteriormente en el Lee Strasberg Theatre and Film Institute, trabajando con la maestra de teatro Ivana Chubbuck.
La primera aparición de Sakhno en televisión ocurrió en la serie de 2005 Lesya + Roma, una adaptación ucraniana de la exitosa comedia canadiense Un gars, une fille. Su primer papel en un largometraje fue como Milka en la película biográfica de 2013, Ivan the Powerful. Su primera actuación importante en Hollywood ocurrió en la película de suspense de Thomas Dunn de 2016, The Body Tree. Le siguieron papeles en dos estrenos de gran presupuesto de 2018, Pacific Rim: Uprising y The Spy Who Dumped Me.
En el Festival de Cannes de 2015, Sakhno expresó su apoyo a los presos políticos ucranianos retenidos por las autoridades de la Federación Rusa. También ha manifestado su pesar con el pueblo ucraniano tras la invasión rusa de 2022. En 2021 fue anunciada como miembro del reparto de la serie de televisión Ahsoka del canal Disney+.

## Filmografía

### Cine
| Año  | Título                | Papel       | Notas              |
| ---- | --------------------- | ----------- | ------------------ |
| 2013 | Ivan the Powerful     | Mills       | Película ucraniana |
| 2016 | The Body Tree         | Helen       |                    |
| 2017 | Can't Take It Back    | Morgan Rose |                    |
| 2018 | Pacific Rim: Uprising | Viktoria    |                    |
| 2018 | The Spy Who Dumped Me | Nadejda     |                    |
| 2020 | Let It Snow           | Mia         |                    |
| 2025 | Megan 2.0             | Amelia      | Antagonista        |

### Televisión
| Año  | Título                                           | Papel             | Notas                  |
| ---- | ------------------------------------------------ | ----------------- | ---------------------- |
| 2005 | Lesya + Roma                                     |                   | Serie de TV            |
| 2006 | Zhenskie slyozy                                  |                   | Telefilme              |
| 2008 | Uchitel muzyki                                   | Sasha             | Telefilme              |
| 2008 | Muzhchina dlya zhizni, ili Na brak ne pretenduyu | Jen'ka            | Telefilme              |
| 2009 | Kontrakt                                         |                   | Telefilme              |
| 2009 | Veskoe osnovanie dlya ubiystva                   | 12 Year Old Sasha | Miniserie              |
| 2011 | Babye leto                                       | Masha             | Serie de TV            |
| 2013 | Frodya                                           |                   | Miniserie              |
| 2016 | Chornyi Tsvetok                                  | Young Lera        | Miniserie              |
| 2020 | High Fidelity                                    | Kat Monroe        | 2 episodios            |
| 2022 | The Reunion                                      | Pauline           | Miniserie; 6 episodios |
| 2023 | Ahsoka                                           | Shin Hati         | 7 episodios            |